# مدت‌لی
مدت‌لی (به لاتین: Mədətli) یک منطقه مسکونی در جمهوری آذربایجان است که در شهرستان جلیل‌آباد واقع شده‌است. مدت‌لی ۶۰۵ نفر جمعیت دارد.